# 石牙镇
石牙乡，是中华人民共和国广西壮族自治区来宾市兴宾区下辖的一个乡镇级行政单位。

## 行政区划
石牙乡下辖以下地区：
石牙村、古炼村、朝南村、莲花村、黄峡村、峨山村、牛角村、顶伞村、古本村和潭蓬村。